# Synegia commaculata
Synegia commaculata là một loài bướm đêm trong họ Geometridae.